# Chiesa dello Spirito Santo (Nulvi)
La chiesa dello Spirito Santo è una chiesa campestre situata in territorio di Nulvi, centro abitato della Sardegna settentrionale. Consacrata al culto cattolico, fa parte della parrocchia della Beata Vergine Maria Assunta, diocesi di Tempio-Ampurias.

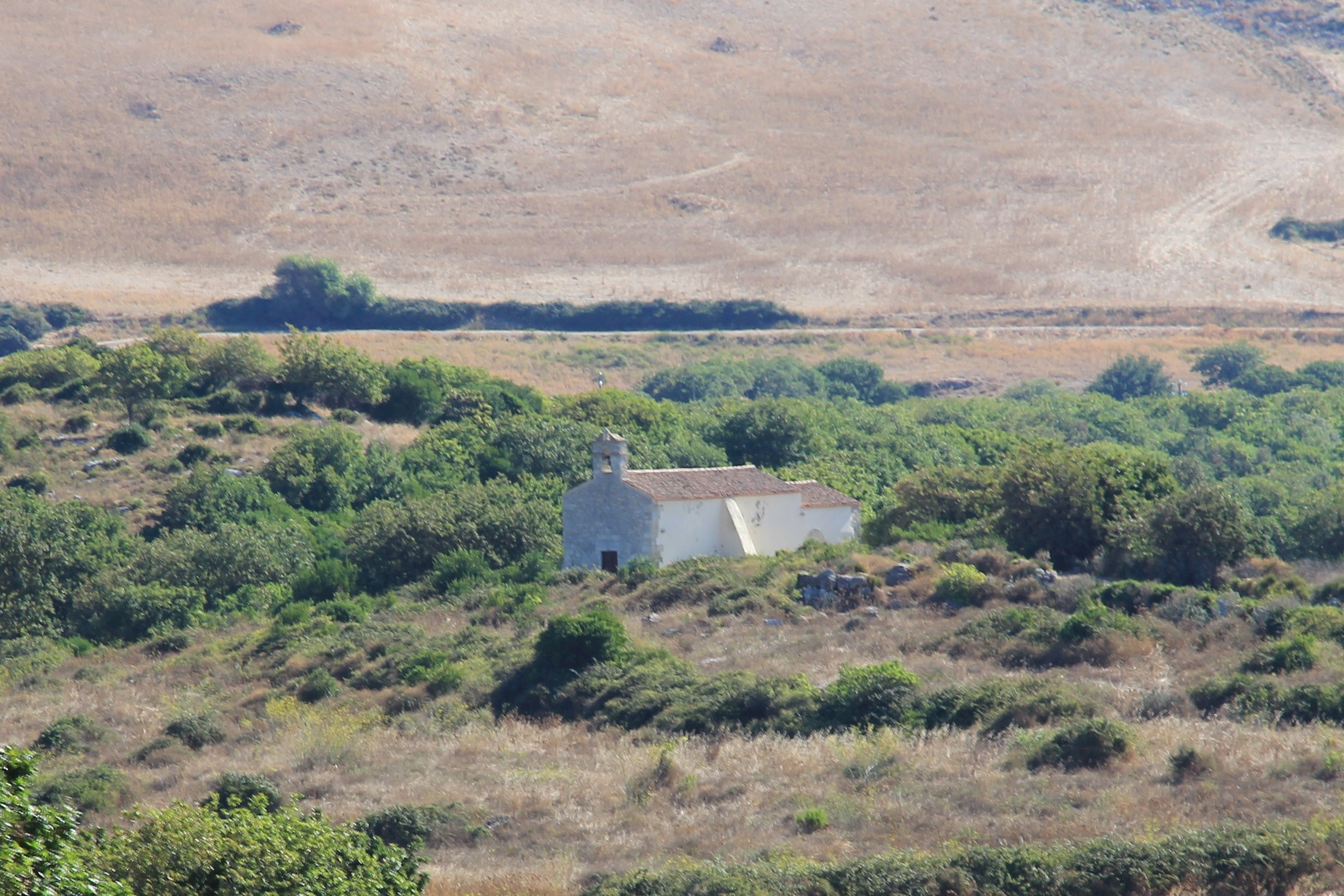